# Ladfogdegylet
Ladfogdegylet är en sjö i Olofströms kommun i Blekinge och ingår i Skräbeåns huvudavrinningsområde. Ladfogdegylet ligger i Boafall-Pieboda Natura 2000-område.